# Białków (gmina w województwie poznańskim)
Białków – dawna gmina wiejska istniejąca w latach 1945–1947 w woj. poznańskim (dzisiejsze woj. lubuskie). Siedzibą władz gminy był Białków.
Gmina Białków powstała po II wojnie światowej (1945) na terenie tzw. Ziem Odzyskanych (tzw. III okręg administracyjny – Pomorze Zachodnie). 25 września 1945 gmina – jako jednostka administracyjna powiatu rzepińskiego – została powierzona administracji wojewody poznańskiego, po czym z dniem 28 czerwca 1946 została przyłączona do woj. poznańskiego.
Gmina została zniesiona w 1948 roku wraz z restrukturyzacją powiaty rzepińskiego, kiedy to spośród funkcjonujących dotychczas 9 gmin wiejskich zniesiono 6 a utworzono 5 nowych. Z obszaru gminy Białków powstała gmina Cybinka.